# آکساکوو (شهرستان بلبیفسکی، باشقیرستان)
آکساکوو (به لاتین: Aksakovo) یک منطقهٔ مسکونی در روسیه است که در باشقیرستان واقع شده‌است.